# Gare d'Airaines
La gare d'Airaines est une ancienne gare ferroviaire française de la ligne de Canaples à Longroy - Gamaches, située sur le territoire de la commune d'Airaines, dans le département de la Somme, en région Hauts-de-France.
Elle fut mise en service en 1872, par la Compagnie de Frévent à Gamaches, avant d'être fermée en 1993, par la SNCF.

## Situation ferroviaire
Établie à 22 mètres d'altitude, la gare d'Airaines est située au point kilométrique (PK) 50,824 de la ligne de Canaples à Longroy - Gamaches, à voie unique, fermée à tout trafic et partiellement déclassée, s'intercalant entre les gares fermées de Bettencourt-Rivière et d'Allery.

## Histoire
Cette gare a été mise en service à l'ouverture de la ligne de Longpré à Longroy - Gamaches (devenue ultérieurement la ligne de Canaples à Longroy - Gamaches) par la Compagnie de Frévent à Gamaches, soit le 9 mai 1872, avant de devenir la propriété de la Compagnie des chemins de fer du Nord au début des années 1880 lors de la faillite de la compagnie primitive. Elle a intégré à sa création, le 1er janvier 1938, le réseau de la Société nationale des chemins de fer français ; cette dernière l'a fermée au trafic voyageurs le 7 novembre 1938 (avec toutefois une reprise des circulations de 1941 à 1944, soit pendant la Seconde Guerre mondiale), puis au trafic fret (desserte d'une coopérative agricole par wagon isolé) au début des années 1990.

## Patrimoine ferroviaire
Seul l'ancien bâtiment voyageurs, réaffecté, subsiste dans les années 2010.

## Service des voyageurs
Airaines est, de fait, fermée à tout trafic ferroviaire.
Néanmoins, la ligne 701 du réseau d'autocars « Trans'80 » dessert la ville. Elle permet d'atteindre notamment la gare routière d'Amiens (voisine de sa gare ferroviaire).